# Pothyne capito
Pothyne capito là một loài bọ cánh cứng trong họ Cerambycidae.